# Марков, Олег Александрович (артист балета)
Олег Алекса́ндрович Ма́рков (род. 9 октября 1980 года, Ленинград) — российский артист балета,  солист Театра Бориса Эйфмана, лауреат премии «Золотой софит» (2015).

## Биография

### Образование
Высшее: в 1998 году окончил Академию балета имени А. Я. Вагановой, Санкт-Петербург.

### Карьера
- С 1998 года — солист труппы Санкт-Петербургского Государственного Академического театра балета Бориса Эйфмана;

#### Партии
За время работы в театре, Олег Александрович исполнил партии:

- Карабас («Пиноккио»),
- Юноша,
- Старик («Реквием»),
- Чайковский («Чайковский»),
- Голубь («Пиноккио»),
- Федор Павлович Карамазов,
- Иван («Карамазовы»),
- Учитель («Красная Жизель»),
- Призрак отца Наследника («Русский Гамлет»),
- Командор («Дон Жуан или Страсти по Мольеру»),
- Билл («КТО есть КТО»),
- Баланчин («Мусагет»),
- Каренин («Анна Каренина»),
- Тригорин («Чайка»),
- Генерал («Онегин»).

## Личная жизнь
Живёт в Санкт-Петербурге.

## Награды
- 2015 год — Лауреат премии «Золотой софит».
- Медаль ордена «ЗА ЗАСЛУГИ ПЕРЕД ОТЕЧЕСТВОМ»  II степени[1][2].